# ناو ناتوری
ناو ناتوری (به انگلیسی: Japanese cruiser Natori) یک ناوچه به طول ۵۳۴ فوت ۹ اینچ (۱۶۲٫۹۹ متر)، متعلق به نیروی دریایی امپراتوری ژاپن بود. این ناوچه در سال ۱۹۲۲ ساخته شد و تا سال ۱۹۴۴ در خدمت نیروی دریایی بود. این ناوچه در ۱۸ اوت ۱۹۴۴ توسط زیردریایی آمریکایی یواس‌اس هاردهد (اس‌اس-۳۶۵) مورد اصابت قرار گرفت و غرق شد.